# Behöriga äga ej tillträde
Behöriga äga ej tillträde är en svensk TV-film från 1988 i regi av Britt Olofsson. I rollerna ses bland andra Anita Ekström, Mathias Henrikson och Lena T. Hansson.

## Om filmen
Filmen producerades av Per-Ove Engstrand för Sveriges Television. Manus skrevs av Gunilla Jensen, för vilket hon fick motta Prix Egalia 1988. Musiken komponerades av Gunnar Edander och filmen fotades av Jan-Hugo Norman. Den premiärvisades den 8 mars 1988 i Sveriges Television.

## Rollista
- Anita Ekström – Elsa Eschelsson
- Mathias Henrikson	– Mathias Dagmanner (Johan Hagströmer)
- Lena T. Hansson – Linnéa Dagmanner
- Lars-Erik Berenett – Ernst Trygger
- Barbro Christenson – Ellen Fries
- Gunilla Larsson – Karolina Widerström
- Maria Johansson – Jana Flack
- Chatarina Larsson	– Lydia Wahlström
- Per Sjöstrand – Alfred Winroth
- Maria Weisby – Eva Andén